# Weidenau von Hirschhorn
Das Naturschutzgebiet Weidenau von Hirschhorn liegt direkt an der hessisch-baden-württembergischen Grenze bei Hirschhorn und somit unmittelbar am Neckar. Es besteht aus dem Ufer- und Auenbereich beiderseits des Neckars. Die Weidenau ist seit 1983 als Naturschutzgebiet ausgewiesen.

## Lage
Das Naturschutzgebiet Weidenau von Hirschhorn erstreckt sich auf 10,86 Hektar rechts und links entlang des Neckars in einer Neckarschleife. Der kleinere Bereich, ein Prallhang auf der linken Neckarseite schließt direkt östlich an den Hirschhorner Stadtteil Ersheim an und umfasst die Gewanne "Am Halspfad" und "Hungerberg". Auf dem gegenüberliegenden Ufer umfasst das Schutzgebiet einen rund 80 Meter breiten Uferstreifen westlich der L3105. Nach Süden begrenzt die B 37/B 45 das Gebiet.

## Naturschutzgebiet

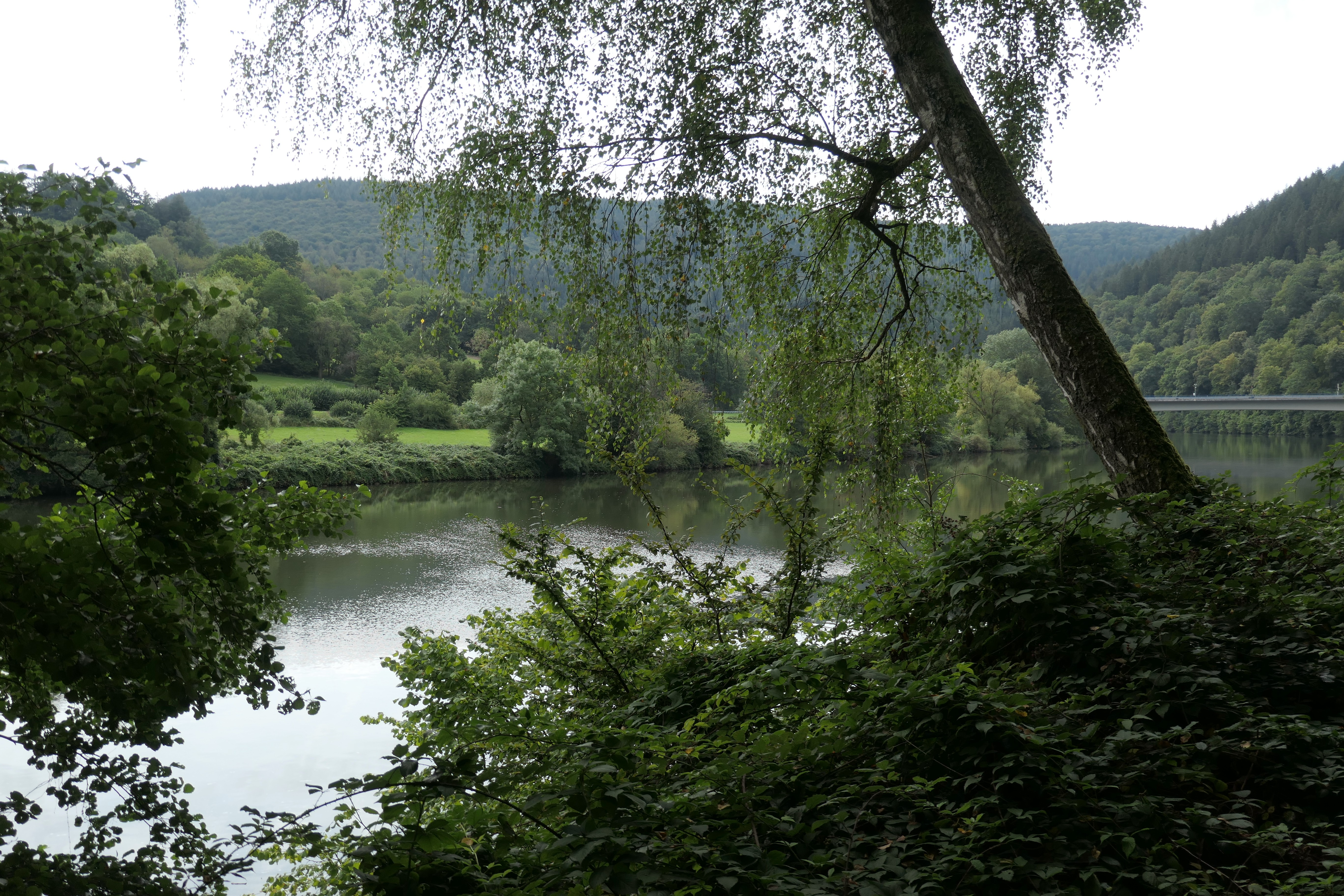
NSG Weidenau von Hirschhorn (2023)
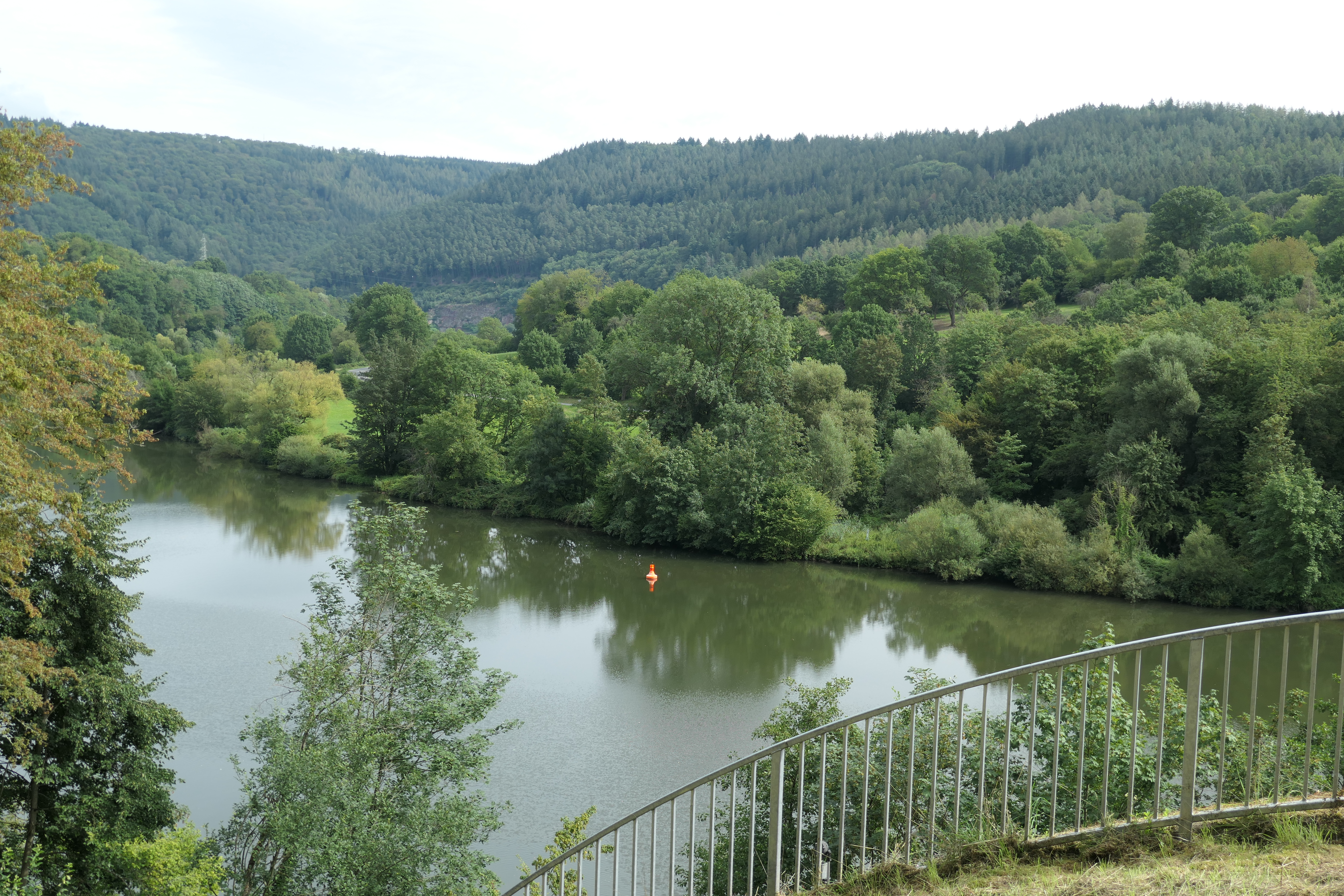
NSG und Landschaftsschutzgebiet Weidenau von Hirschhorn (2023)
Luftbild mit Blick auf das Naturschutzgebiet Weidenau, eine Wiesenfläche auf der rechten Seite der Neckarschleife (2019)

Das Naturschutzgebiet „Weidenau von Hirschhorn“ gehört als Teil eines Fauna-Flora-Habitat (FFH)-Gebiets und Vogelschutzgebiets zum europäisch vernetzten Schutzgebietssystem Natura 2000. Die Verordnung von 1983 beschreibt als den Zweck der Unterschutzstellung, einen Uferbereich des Neckars als seltenes Relikt einer ursprünglichen Flußlandschaft und Teilbereiche eines Prallhangs im Neckartal mit bestandsbedrohten Tier- und Pflanzengesellschaften zu sichern. Die Verordnung legt außerdem das gleichnamige Landschaftsschutzgebiet östlich der heutigen L3105 fest, einen naturnahen Gleithang. 
Das Schutzgebiet beherbergt Auenwälder, Hochstaudenfluren und Schilfbereiche, daneben wird intensive Landwirtschaft betrieben. Die Waldbereiche werden nicht mehr wirtschaftlich genutzt; Kormorane nutzen den Wald als Schlafplatz. In der Weidenau wurde das erste Biberrevier im Kreis Bergstraße
festgestellt.